# 四値論理
四値論理（よんちろんり、Four-valued logic）は、論理学において4つの真理値を持つ任意の論理。

## Belnap
ニュエル・ベルナップ は、1975年にコンピューターによる質問応答の課題について検討した。ベルナップはその際、人間の過誤性に注目し、矛盾する2つの事実を読み取った際、疑問点（クエリ）が作成される点に関して興味を覚えた。「私たちは皆、2値論理における矛盾の多発性について知っています。矛盾は決して孤立せず、システム全体に影響を及ぼします」。ベルナップは、この矛盾を解決する手段として四値論理を考案した。
ベルナップは値のテーブルをA4と定義した。そのA4に定義できる値は、真 (True) 、偽 (False) 、両方 (真と偽 (Both))、およびどちらでもない(真でも偽でもない (Neither)) である。このベルナップの論理は複数のソースに対応するように設計されており、ソースの内部を検索して：
1. true のみが見つかった場合は true が割り当てられる
2. false のみが見つかった場合は false が割り当てられる
3. 一部に true があり、ほかのソースが false である場合は両方が割り当てられる
4. ソースがない場合はどちらでもないが割り当てられる

という4パターンの結果を得られる。これらの4つの値は、{T, F} に基づく冪集合の要素に対応している。
Tは論理束（束）の上限であり、Fは下限であり、NoneとBothは両翼にある。ベルナップは次のように解釈する。「最悪なのは何かがFの単純化であるとみなされることです。あなたはそれについては何も言わず去った方がいいでしょう（それはあなたの希望の一つです）。あるいは、BothとはすなわちTでもFでもあることだ、と言うこともできます。しかしそれは単にTであるとする方がもちろん何よりも良いことです」。ベルナップは「含意のパラドックス」 (A&~A)→B および A→(B∨~B) は、彼の4値システムでは回避されると述べている。

### 論理演算
ベルナップは、論理演算をA4に拡張するという課題に取り組んだ。{T,F} に基づいた冪集合であるため、A4の要素は包含によって順序付けられ、上限にBothと下限にNoneを持ち、両翼にTとFを持つ束になる。デイナ・スコットを参照して、ベルナップは演算がスコット連続または単調関数であると想定している。最初に、¬Both = Both および ¬None = None と推論することにより、否定を展開する。論理積と論理和を拡張すると、単調性は限界に達する。ベルナップは同値 (a&b = a iff avb = b) を使用して、これらの演算表を埋める。ベルナップは、None & Both = F と、そして、None v Both = T を発見する。
| & | N | F | T | B |
| - | - | - | - | - |
| N | N | F | N | F |
| F | F | F | F | F |
| T | N | F | T | B |
| B | F | F | B | B |

| v | N | F | T | B |
| - | - | - | - | - |
| N | N | N | T | T |
| F | N | F | T | B |
| T | T | T | T | T |
| B | T | B | T | B |

その結果、「論理束」と呼ばれる2番目の束L4が生成される。ここで、A4はスコット連続性を決定する「近似束」である。